# Pär Styf
Pär Styf, född 11 april 1979 i Sollefteå, är en svensk före detta ishockeyback och lagkapten i Timrå IK. Styf var framför allt en defensivt stark back, men bidrog även i offensiven.